# جوزيف ر. ماكلولين
جوزيف ر. ماكلولين (بالإنجليزية: Joseph R. McLaughlin)‏ هو سياسي أمريكي، ولد في 5 يونيو 1851، وتوفي في 3 يوليو 1932. حزبياً، نشط في الحزب الجمهوري. وقد انتخب عضو مجلس ولاية ميشيغان.